# مراكز الإنفلونزا الوطنية
المراكز الوطنية للإنفلونزا هي مؤسسات معترف بها رسميًا على هذا النحو من قبل منظمة الصحة العالمية (WHO).
أُنشئت الشبكة العالمية لمراقبة الإنفلونزا التابعة لمنظمة الصحة العالمية عام 1952، وتضم الشبكة أربعة مراكز متعاونة مع المنظمة و112 مؤسسة في 83 دولة، تعترف بها المنظمة كمراكز وطنية للإنفلونزا، تجمع هذه المراكز العينات في بلدانها، وتُجري عزلًا أوليًا للفيروس وتوصيفًا أوليًا للمستضدات، ثم تُرسل السلالات المعزولة حديثًا إلى مراكز المنظمة لإجراء تحليل مستضدي وجيني عالي المستوى، وتُشكل نتائج هذا التحليل أساس توصيات المنظمة بشأن تركيبة لقاح الإنفلونزا في نصفي الكرة الأرضية الشمالي والجنوبي كل عام.
من بين أكثر من 110 مركز وطني للإنفلونزاتوجد مراكز تعاونية مع منظمة الصحة العالمية ومختبرات مرجعية تشارك في التوصيات السنوية بشأن تركيب لقاح الإنفلونزا.